# HMS Pandora (1779)
HMS Pandora (1779) — 24-пушечный корабль 6 ранга Королевского флота. Спущен на воду 17 мая 1779 года на частной верфи Adams & Barnard, в Дептфорде. Первый корабль, названный Pandora. Известен благодаря экспедиции в поисках Bounty.

## Начало службы
Служба началась в Канале в 1779 году, когда Англии угрожало вторжение комбинированных флотов Франции и Испании. Затем Pandora была направлена в североамериканские воды в ходе Американской революционной войны; занималась сопровождением конвоев между Англией и Квебеком. Позже, самостоятельное крейсерство у берегов Северной Америки. Захватила несколько мятежных приватиров. В 1783 году на 7 лет выведена в резерв (консервацию) в Чатеме.

## Путешествие в поискахBounty
30 июня 1790, когда возникла угроза войны между Англией и Испанией из-за инцидента в проливе Нутка, поступил приказ возвратить Pandora в строй. Однако, в начале августа 1790 года, через 5 месяцев после того, как стало известно о мятеже на «Баунти», Первый лорд Адмиралтейства, Джон Питт, 2-й эрл Чатем, решил отправить её на поиски Bounty, захваченной мятежниками, и вернуть их в Англию для суда. Корабль был переоборудован, число 6-фунтовых пушек были снижено до 20, но установлено четыре 18-фунтовых карронады.
Pandora вышла из Портсмута 7 ноября 1790 года, под командованием капитана Эдварда Эдвардса, с экипажем из 134 человек.
Эдвардсу не было известно, что 12 из бунтовщиков вместе с четырьмя моряками, которые остались верными Блаю к тому времени уже решили вернуться на Таити, после неудачной попытки под руководством Флетчера Кристиана создать колонию (Форт Сент Джордж) на одном из островов Тубуаи. Они жили «бичами» на Таити, многие прижили детей с местными женщинами. Группа Флетчера Кристиана из мятежников и их полинезийских сотоварищей в конце концов ушли и создали поселение на ранее неисследованном острове Питкэрн.
Pandora достигла Таити 23 марта 1791 через мыс Горн. Пять человек с Bounty явились на борт добровольно в течение 24 часов с момента прихода корабля, и ещё девять были арестованы вооружёнными партиями несколько недель спустя, после того как бежали в горы, чтобы избежать ареста. Эти четырнадцать человек были заперты в импровизированной тюремной камере на шканцах Pandora, которую они назвали «ящик Пандоры». Эдвардс сообщил, что ещё два умерли до прихода Pandora.
8 мая 1791 года Pandora покинула Таити, и провела три месяца заходя на острова в юго-западной части Тихого океана в поисках Bounty и остальных мятежников, не найдя никаких следов. В этой части экспедиции пропали без вести 14 членов экипажа на двух шлюпках. За это время Pandora посетила острова Токелау, Самоа, Тонга и Ротума. Они также прошли остров Ваникоро, который Эдвардс окрестил островом Питта, но не сделал остановки, исследовать остров и расследовать явные признаки жилья. Если бы они остановились, то весьма вероятно обнаружили бы первые признаки экспедиции французского исследователя Лаперуза, который исчез в 1788 году. Из позднейших отчетов об их судьбе очевидно, что значительное число экипажа пережило циклон, от которого L’Astrolabe и La Boussole потерпели крушение на кольцевом рифе Ваникоро.

## Крушение
Направившись на запад, в сторону Торресова пролива, 29 августа 1791 корабль сел на внешнюю кромку Большого Барьерного рифа. На следующее утро он затонул, унеся жизни 31 члена экипажа и 4 заключённых. Остальная часть экипажа судна (89 человек) и 10 заключённых — из них семь были освобождены из камеры, когда корабль начал погружаться — выбрались на небольшой песчаный островок. После двух ночей на острове они на четырёх шлюпках пошли на Тимор; после трудного путешествия по Арафурскому морю 16 сентября 1791 прибыли в Купанг. Ещё шестнадцать человек умерли после крушения, многие от болезней во время пребывания в Батавии (Джакарта). В конце концов домой вернулись лишь 78 из 134 человек, которые были на борту изначально.
В результате военно-полевого суда Капитан Эдвардс и его команда были оправданы за потерю Pandora. Колониальные власти в Новом Южном Уэльсе не сделали попытки спасти материалы с места крушения. Десять выживших заключённых также предстали перед судом; несколько проведенных разбирательств нашли четверых невиновными в мятеже, и хотя остальные шесть были признаны виновными, только три (Миллвард англ. Millward, Беркитт англ. Burkitt и Эллисон англ. Ellison) были казнены. Питер Хейвуд (англ. Peter Heywood) и Джеймс Моррисон (англ. James Morrison) получили королевское помилование, а Уильям Маспратт (англ. William Muspratt) был оправдан из-за юридической формальности.
Потомки девяти мятежников, не обнаруженных «Пандорой», до сих пор живут на острове Питкэрн, убежище Флетчера Кристиана основанном в январе 1790 года, где они сожгли и затопили Bounty через несколько недель после прибытия. Их укрытие не было обнаружено до 1808 года, когда промышлявший тюленя Topaz из Новой Англии (капитан Мэйхью Фольгер, англ. Mayhew Folger) наткнулся на не обозначенный на карте островок. К тому времени все мятежники — за исключением Джона Адамса (англ. John Adams, он же Александр Смит, англ. Alexander Smith) — были мертвы, причем большинство из них умерли насильственной смертью.

## Место крушения: обломки и археология
Место крушения Pandora впервые обнаружил в ноябре 1977 года режиссёр-документалист Бен Кропп (англ. Ben Cropp). В тот день самолет Австралийских ВВС P-2V Neptune, направляемый по радио Кроппом, потерпел неудачу в поиске обломков в ожидаемом месте с помощью хвостового магнитометра высокой чувствительности, что заставило Кроппа сменить район поиска. В тот же день на месте появилась вторая команда документалистов режиссёра Стива Домма (англ. Steve Domm). Место было немедленно объявлено охраняемым, по австралийскому Акту об исторических кораблекрушениях 1976 года. Кропп и Домм разделили максимальное вознаграждение, выплаченное в соответствии с этим законодательством.
Место крушения расположено примерно в 5 км к северо-западу от Молтер Ки в точке 11°23′ ю. ш. 143°59′ в. д., на внешней кромке Большого Барьерного рифа, около 140 км к востоку от Кейп-Йорк, на границе Кораллового моря.
Музей Квинсленда вел раскопки в соответствии с планом исследования. Археологи и историки музея все ещё по частям собирают историю Pandora, используя археологические находки, а также сохранившиеся исторические свидетельства. В музее выставлена большая коллекция артефактов.
В течение девяти сезонов раскопок 1980-х и 1990-х годов, командой морских археологов музея установлено, что около 30 % корпуса сохранилось более или менее нетронутым. Корабль лежит на глубине от 30 до 33 м на пологом песчаном дне, с небольшим креном вправо, следовательно, корпус с правого борта сохранился больше, чем с левого. Музеем Квинсленда раскопана примерно одна треть покрывающих пород, в которых похоронены обломки. По оценкам, остается раскопать около 350 м3. На это, вероятно, потребуется по меньшей мере ещё десять полномасштабных сезонов раскопок — если использовать методы и технологии, аналогичные предыдущим экспедициям. Из расчета снаряжения экспедиций с лета 2008/09 года — и затем по одной за лето (до 2017/18) — ожидается, что для завершения 10 сезонов полевых работ потребуются по крайней мере $9,5 млн. Дополнительные средства (примерно от $ 450 — $ 550 тыс.) понадобятся на заработную плату по крайней мере ещё четырём профессиональным контракторам на полный рабочий день в самом музее, по крайней мере до 2020 года.
По стратегическим и финансовым причинам продолжать раскопки в обозримом будущем не планируется. Однако, если Музей Квинсленда продолжит раскопки, приоритет будет отдан участку под кормой и в носовой части, особенно помещениям старшин, которые на кораблях этого типа были в носовой части на нижней платформе. Кроме служебных и личных вещей, принадлежавших рядовым матросам и таким членам экипажа, как плотник и боцман, ожидается, что носовые кладовые содержат ряд дополнительных припасов и дельных вещей, которые Pandora погрузила, предвидя неизбежный ремонт Bounty по её отыскании.